# Митні музеї
Митні музеї — це музеї митниць. Митниця — це система органів державної влади країни для забезпечення збору митних зборів і контролю за транскордонним переміщенням товарів, включаючи товари, тварин і небезпечні вантажі. Діяльністю митниці є митна справа. Організаційна структура, завдання та функції митних органів визначаються національною митною політикою.
Багатовікова історія митної справи представлена та розкрита в спеціалізованих музеях в різних країнах світу. Ці митні музеї виконують декілька важливих функцій:
1. збереження історії та традицій митної справи;
2. виховання поваги до професії митника;
3. науково-дослідна робота з відтворення торговельно-митної історії людства;

Наш огляд митних музеїв це лише перший крок з дослідження та розкриття їх важливої просвітницької і наукової сфер служіння людству.

## Митні музеї України
Музей історії митної справи в Україні у 2011 р. відкрився в Академії митної служби України (нині Університет митної справи та фінансів, м. Дніпро). Музей структурно включає три експозиційні зали:
- «історія торгівлі та митної справи», що охоплює історію розвитку митних процесів на території України від античної цивілізації до 1980–х рр.;

«історія Державної митної служби України і Академії митної служби України», експонати якого розкривають етапи створення та діяльності національних митних органів України з 1990-х рр. до сьогодення; «історія Державної митної служби України і Академії митної служби України», експонати якого розкривають етапи створення та діяльності національних митних органів України з 1990-х рр. до сьогодення; 
Багаточисельна експозиція, що складається з вилучених об’єктів контрабанди культурно-історичної спадщини, антикварної зброї, історичних державних нагород.
Окрема велика експозиція музею складається з оригінальних зразків форменого одягу митників декількох десятків країн світу.
Фонди музею включають майже 4000 експонатів. Концептуально експозиція музею побудована таким чином, щоб сформувати уявлення про історичну еволюційність митної справи.
Музей історії української митної справи відкритий 25 червня 2018 у стінах Київської міської митниці Державної фіскальної служби, на 27-у річницю прийняття закону «Про митну справу в Україні», який заклав основу української митниці. Музей розташований у стінах Київської міської митниці Державної митної служби України.  Серед експонатів музею: 
·      форма митника Головної Київської складської митниці кінця XIX-го - початку XX-го ст.; 
·      посвідчення митника середини XX-го століття;
·      відзнаки митників;
·      митні декларації і облікові книги попередніх періодів;
·      калькулятор 1970-х, який дозволяв розраховувати митну вартість вантажу за спеціальними формулами;
·      фотоальбом про життя митників столиці;
·      спеціальна камера 1980-х років, за допомогою якої фіксувалися порушення митного законодавства.

## Музей митниці у Вільнюсі.
Музей відкрився в 1994 р. для кадетів Митної школи, але поступово набув широкої популярності не лише серед литовців, перетворившись на важливий екскурсійний центр для іноземних туристів.
З моменту відкриття музею його фонди збагатились 7000 експонатами. Музей включає декілька експозицій, які розкривають різні аспекти митної діяльності в Литві у різні історичні періоди. Окрема експозиція присвячена історії контрабандного промислу в Литві та способам протидії з боку митників. 

## Митний музей Фінляндії
Розташований на острові Сусісаарі, на території шведської фортеці, яка була збудована 1770-х рр. Музей присвячений історії фінської митної служби (Tulli) і його експозиції розповідають про різні напрями діяльності митників в різні історичні періоди.

## Музей швейцарської митниці
Був заснований у 1935 р. поблизу Кантінеді-Гандрії, в колишніх казармах швейцарської прикордонної служби. Сам музей розташований на берегу озера Лугано. Експозиція музею розповідають про різні аспекти діяльності митної поліції та прикордонної служби Швейцарії починаючи з 1848 р.

## Митний музей Німеччини
В 1992 р. в Гамбурзі відкрився новий Митний музей Німеччини, управління яким здійснює Федеральне міністерство фінансів. Організатором музея став колишній митний чиновник Вернер Фокс. Сам музей відкрився в будівлі колишньої митниці Корнхаусбрюке в історичному районі Гамбурга і пройшов модернізацію в 2006 та 2008 рр.
Митний музей в Гамбурзі є продовжувачем традицій Імперського митного музею, який в Берлині був зруйнований під час другої світової війни. У формуванні експозиції Гамбурзького взяли участь фонди музею митниці Інституту митного кримінального розшуку у Кельні. Також Гамбурзький музей прийняв експозиції колишнього податкового музею в Брюле. Музей розташований на площі 800 кв. м. на якій одночасно експонується 1000 експонатів. Крім того музей у своєму складі має спеціалізовану історичну бібліотеку в Німеччині з найбільшою колекцією книг по історії митної справи – 6000 примірників.

## Національний музей митниці в Бордо
Важливе місце в збереженні історичних традицій французької митної системи займає Національний музей митниці в Бордо. Музей розташований в залі митного контролю колишнього готелю Des Fermes du Roi, який збудували у 1738 р. спеціально для розміщення в ньому митниці. В цій будівлі у наші дні знаходиться Міжрегіональний митний департамент Бордо. На цей час експозиції налічують 13500 предметів. Це зброя, уніформи, меблі, митне забезпечення різних історичних часів, діорами. Витвори мистецтва та живопису, скульптури пов’язані з митними процесами.
У 1984 р. при музеї був відкритий центр історичної документації, який в тому числі займається виданням наукових періодичних серій, збірників архівних документів пов'язаний з історією митної справи. Також цей центр зберігає історичну колекцію оригіналів митних тарифів, митних кодексів, судової практики з історії митного регулювання.

## На теренах колишнього СРСР
На теренах колишнього СРСР крім України спеціалізовані митні музеї ще знаходяться в Москві – Центральний музей митної служби, заснований в 1996 р. і розташований в історичній будівлі Московської складської митниці 1853 р., його філія у Санкт-Петербурзі, а також музей окремих митниць: Виборзької та Іркутської.
Оригінальним за змістом експозиції є Брестський музей конфіскованих витворів мистецтва та живопису, експонати якого розміщуються в 10 залах.                                                                                   